# 勒特湖 (前波美拉尼亞-格賴夫斯瓦爾德縣)
53°32′32″N 13°54′33″E / 53.54222°N 13.90917°E
勒特湖（德語：Röthsee），是德國的湖泊，位於該國東北部梅克倫堡-前波美拉尼亞州，由前波美拉尼亞-格賴夫斯瓦爾德縣負責管轄，長0.2公里、寬0.1公里，面積0.02平方公里，海拔高度39米。